# Élections constituantes de 1945 dans l'Ain
Les élections législatives françaises de 1945 se déroulent le 21 octobre.

## Mode de scrutin
Les députés sont élus selon le système de représentation proportionnelle suivant la règle de la plus forte moyenne dans le département, sans panachage ni vote préférentiel. 
Il y a 586 sièges à pourvoir.
Dans le département de l'Ain, quatre députés sont à élire.

## Élus
| Identité             | Parti | Parti |
| -------------------- | ----- | ----- |
| Pierre Dominjon      |       | MRP   |
| Michel Tony-Révillon |       | RAD   |
| Joseph Chatagner     |       | SFIO  |
| Henri Bourbon        |       | PCF   |

## Résultats

### Résultats à l'échelle du département
| Parti          | Parti          | Tête de liste        | Résultats | Résultats | Sièges | Sièges |
| Parti          | Parti          | Tête de liste        | Voix      | %         | Sièges | Sièges |
| -------------- | -------------- | -------------------- | --------- | --------- | ------ | ------ |
|                | MRP            | Pierre Dominjon      | 46 938    | 33,41     | 1      |        |
|                | PCF            | Henri Bourbon        | 41 011    | 29,19     | 1      |        |
|                | SFIO           | Joseph Chatagner     | 27 995    | 19,93     | 1      |        |
|                | RAD            | Michel Tony-Révillon | 24 531    | 17,46     | 1      |        |
|                |                |                      |           |           |        |        |
| Inscrits       | Inscrits       | Inscrits             | 190 665   | 100,00    | 4      |        |
| Votants        | Votants        | Votants              | 143 871   | 75,46     |        |        |
| Blancs et nuls | Blancs et nuls | Blancs et nuls       | 3 376     | 2,35      |        |        |
| Exprimés       | Exprimés       | Exprimés             | 140 495   | 97,65     |        |        |